# كيت أومارا
كيت أومارا (بالإنجليزية: Kate O'Mara)‏ (10 أغسطس 1939، ليستر في المملكة المتحدة - 30 مارس 2014، ساسكس في المملكة المتحدة)؛ كاتِبة وروائية بريطانية.

## روابط خارجية
- كيت أومارا على موقع IMDb (الإنجليزية)
- كيت أومارا على موقع ألو سيني (الفرنسية)
- كيت أومارا على موقع ميوزك برينز (الإنجليزية)
- كيت أومارا على موقع أول موفي (الإنجليزية)
- كيت أومارا على موقع قاعدة بيانات الأفلام السويدية (السويدية)
- كيت أومارا على موقع ديسكوغز (الإنجليزية)
- كيت أومارا على موقع قاعدة بيانات الفيلم (الإنجليزية)
- كيت أومارا على موقع كينوبويسك (الروسية)